# Coll del Pal (l'Albera)
El Coll del Pal és una collada situada a 969,9 m alt a la carena de la Serra de l'Albera que separa els termes comunals de l'Albera, a la comarca del Vallespir, a la Catalunya del Nord i de la Jonquera, que pertany a l'Alt Empordà. És a prop de l'extrem sud-est del terme de l'Albera i al nord-est del de la Jonquera. Queda al sud-oest del Roc dels Tres Termes i al nord-est, a prop, del Puig de les Colladetes.
És escenari habitual de les excursions per la Serra de l'Albera.